# بيت الشامي (أفلح الشام)

تعديل مصدري - تعديل

بيت بني شامي هي إحدى قرى عزلة بني حربي بمديرية أفلح الشام التابعة لمحافظة حجة، بلغ تعداد سكانها 59 نسمة حسب تعداد اليمن لعام 2004.